# NGC 609
NGC 609 este un roi deschis în constelația Cassiopeia. A fost descoperit în 9 august 1863 de către Heinrich Louis d'Arrest.